# Ger (rzeka)
Ger – rzeka we Francji, przepływająca przez teren departamentu Górna Garonna, o długości 37,2 km. Stanowi prawy dopływ rzeki Garonny.